# Kirit Parikh

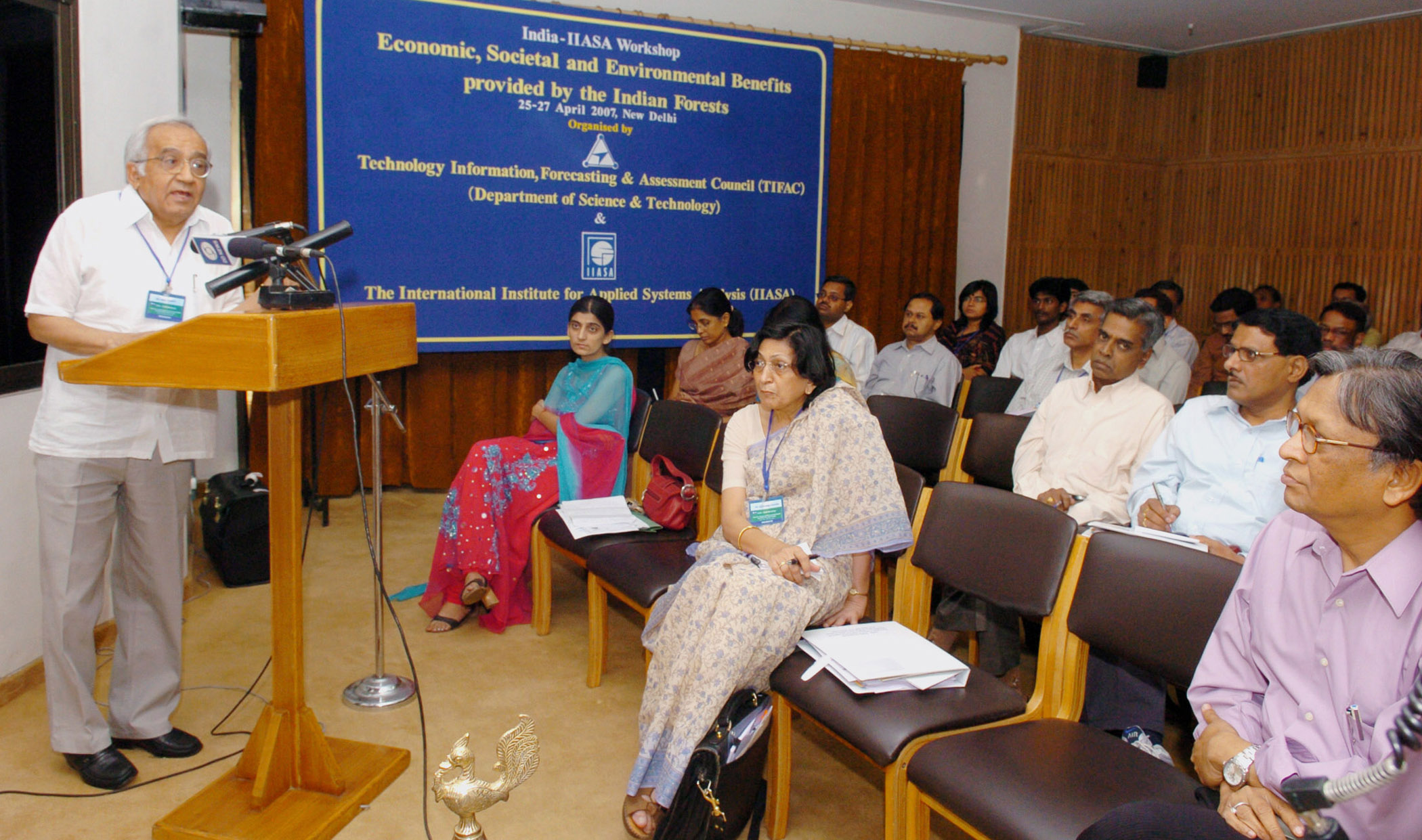

Kirit S. Parikh est professeur émérite (à la retraite en tant que directeur) et directeur fondateur de l'Institut Indira Gandhi de recherche sur le développement (IGIDR), Mumbai, Inde. Il est également conseiller économique principal auprès du Programme des Nations unies pour le développement d'octobre 1997 à septembre 1998. Il est membre du Conseil consultatif économique (EAC) de plusieurs Premiers ministres indiens : Rajiv Gandhi, VPSingh, Chandra Shekhar, PV Narasimha Rao et Atal Bihari Vajpayee.

## Biographie

### Enfance, éducation et débuts
Kirit Parikh est un Gujarati. Il a obtenu son BE en génie civil à l'Université du Gujarat, en Inde, en 1956. En 1957, il a fait son M.Tech. (Structures) de l'Institut indien de technologie de Kharagpur. Il a un D.Sc. en génie civil et une maîtrise en économie du MIT, États-Unis.

### Carrière
Il est également membre de l'Académie nationale des sciences de l'Inde. Il est rédacteur en chef de "India Development Reports" qui fournit une évaluation non gouvernementale du développement et des options politiques de l'Inde. En dehors de ceci, il est membre de nombreux autres conseils d'administration.

### Travaux scientifiques
Il est également auteur et co-auteur de plus de 15 livres dans les domaines de la planification, de la gestion des ressources en eau, des technologies appropriées pour le logement, des besoins optimaux en engrais, des systèmes énergétiques, des politiques alimentaires nationales et internationales, des politiques commerciales, de la modélisation de l'équilibre général et des ressources naturelles. comptabilité. Il a également publié de nombreux articles.

## Honneurs et récompenses
Le gouvernement indien lui a décerné la troisième plus haute distinction civile du Padma Bhushan, en 2009, pour sa contribution aux affaires publiques.

## Vie privée
Kirit Parikh est l'époux de Jyoti Kirit Parikh.